# Claudia Poll
Claudia Maria Poll Ahrens (Managua, 21 dicembre 1972) è un'ex nuotatrice costaricana.
Specializzata nello stile libero ha vinto tre medaglie ai Giochi olimpici, di cui una d'oro. È la sorella minore di Silvia Poll.
Ha un personale al limite dei 4 minuti sui 400 m sl in vasca corta (4'00"03), tempo con cui ha vinto ai mondiali di Göteborg nel 1997 la medaglia d'oro.
Il 6 giugno 2002 viene squalificata per quattro anni dalla FINA per essere risultata positiva al norandrosterone, metabolite del Nandrolone.

## Palmarès
- Olimpiadi

Atlanta 1996: oro nei 200m sl.
Sydney 2000: bronzo nei 200m sl e nei 400m sl.
- Mondiali

Roma 1994: bronzo nei 200m sl e nei 400m sl.
Perth 1998: oro nei 200m sl.
Fukuoka 2001: argento nei 400m sl.
- Mondiali in vasca corta

Rio de Janeiro 1995: oro nei 200m sl e nei 400m sl.
Göteborg 1997: oro nei 200m sl e nei 400m sl.
- Giochi PanPacifici

Kōbe 1993: oro nei 200m sl, argento nei 400m sl e bronzo negli 800m sl.
Atlanta 1995: bronzo nei 200m sl.
Fukuoka 1997: oro nei 200m sl e nei 400m sl e argento negli 800m sl.
Sydney 1999: bronzo nei 400m sl.
- Vincitrice della Coppa del Mondo delle distanze lunghe sl nel 1997 e nel 1999

## Riconoscimenti
- World Swimmer of the Year: 1997